# Войни-Шуби-Влосцянські
Войни-Шуби-Влосцянські (пол. Wojny-Szuby Włościańskie) — село в Польщі, у гміні Шепетово Високомазовецького повіту Підляського воєводства.
Населення — 260 осіб (2011).
У 1975-1998 роках село належало до Ломжинського воєводства.

## Демографія
Демографічна структура станом на 31 березня 2011 року:
|          | Загалом | Допрацездатний вік | Працездатний вік | Постпрацездатний вік |
| -------- | ------- | ------------------ | ---------------- | -------------------- |
| Чоловіки | 126     | 27                 | 78               | 21                   |
| Жінки    | 134     | 28                 | 66               | 40                   |
| Разом    | 260     | 55                 | 144              | 61                   |